# باباوات الواقفين
بابا الواقف، أو ختريشواري ، هو هندوسي نذر بألا يقف، ولا يجلس أو يستلقي من أجل أن ينام. النذر هو شكل من أشكال التابا الهندوسية ، وهو عقاب جسدي يلحق الاذى بالذات ويهدف إلى جلب التنوير الروحي. يوجد الخاريشواري في الهند بالمقام الأول، ولكنهم ليسوا مقتصرين على هذا البلد فقط.
طول النذر غير واضح وفقاً للمراجع المتاحة. تقول إحدى المصادر بأن النذر يستمر لمدة أثني عشر عامًا. لا ترفق المصادر الأخرى إطارًا زمنيًا معين.
يقف الخاريشواري تحت شجرة حسب التقاليد. ربما يرتبط هذا بوضعية اليوجا المعروفة باسم فريكشاسنا، وضعية الشجرة. يُظهر نقش من القرن السابع عشر بعض الصور لما قد يكون بابا واقفاً.
في الآونة الأخيرة، يبدو أن الخاريشواري يقفون في داخل أماكن مغلقة. وضع المؤلف جريجوري ديفيد روبرتس باباوات داخل أماكن مغلقة في وصفه للخاريشواري في رواية شانتارام . بالإضافة إلى ذلك، تظهر صورتان على الأنترنت لكاريشواري يقف في مكان مغلق، وليس تحت شجرة.
يمتلك البابوات الواقفين أداة تشبه الأرجوحة تسمح لهم بإراحة أذرعهم أثناء النهار. يسند الخاريشواري جذعه على الأرجوحة أثناء الليل حين ينامون. عادة ما يكون للأرجوحة علاقة من الحبال تحتها. تستطيع العلاقة المصنوعة من الحبال أن تحمل إحدى ساقي الخاريشواري في كل مرة. من غير الواضح ما إذا كانت هذه العلاقة تهدف إلى إراحة إحدى السيقان أو زيادة الضغط على الساق الأخرى. بينما قد يتجول خاريشواريس، فإنهم عادة ما يقفون أو يتكأون على أرجوحتهم.
يتسبب الوقوف لعدة سنوات بتورم الساقين وتقرحها. يصف روبرتس وآخرون تاباس خاريشواري بأنه مؤلم للغاية وتصيب بأعاقة دائمة.